# Spor jotistů s ypsilonisty
Spor jotistů s ypsilonisty (též ortografický boj) byl spor o změnu českého pravopisu na počátku 19. století. Týkal se změny pravopisu hlásky [i] po sykavkách, prosazování psaní měkkého i (řecky jóta) místo staršího zápisu tvrdým y (řecky ypsilon).

## Podstata pravopisné změny
Až do začátku ortografických (pravopisných) bojů bylo v českých zemích běžně užíváno bratrské ortografie, tzn. pravopisu, který do českého jazyka zavedli představitelé Jednoty bratrské. Základní odlišnost tohoto pravopisu od pozdější analogické opravy byla v tom, že po hláskách „c“, „s“ a „z“ běžně následovalo tvrdé „y“. Podnětem pro opravu staršího pravopisu byly výzkumy Josefa Dobrovského, uveřejněné v 1. vydání Ausführliches Lehrgebäude der böhmischen Sprache z roku 1809. Ovšem pochybnosti o správném psaní i/y po „c“, „s“ a „z“ se objevily již dříve – u Františka M. Pelcla a Františka J. Tomsy.

## Průběh ortografického boje

### Iniciativa Václava Hanky
Hanka pobýval v Praze – na filozofických studiích – od roku 1809, kdy přišel z Hradce Králové. Jeho zápal pro český jazyk i pro studium staroslověnštiny mu brzy získaly náklonnost Josefa Dobrovského. Hanka se účastnil schůzek v bytě Dobrovského a často s ním hovořil o lingvistických problémech. Skutečnost, že byl Dobrovský autorem analogické opravy, dala záhy podnět k tomu, že se Hanka pokusil tuto novotu prosadit.  Na podzim roku 1813 odjel Hanka do Vídně, aby zde pokračoval ve studiu práv.
Ve Vídni se seznámil s profesorem Hromádkem, který vydával Vídeňské noviny s přílohou Prvotiny Pěkných Umění. Hromádko neměl svůj ustálený názor na podobu české ortografické soustavy, čehož chtěl Václav Hanka využít pro své reformy v jeho novinách. Poté, co Hromádko ponechal – na doporučení Hanky – každého přispěvatele psát vlastní ortografií, a začal svou přílohu tisknout latinkou, nesmírně pobouřil pražskou literární veřejnost a byl nucen svých novot zanechat. Po návratu do Prahy Hanka dál horlivě studoval český jazyk (u Josefa Dobrovského) a začal též vyučovat sám, především češtinu a slavistiku. Veškeré jeho literární projevy jsou již v té době psány analogickým pravopisem.

### Odpor profesora Nejedlého
Proti novotám v českém pravopise rozhodně vystoupil tehdejší profesor bohemistiky na pražské univerzitě Jan Nejedlý. Když začal Hromádko ve svých novinách zveřejňovat články psané „novou dobropísemností“, Nejedlý se rozhněval a nazval Hromádka bláznem. Ovšem, jakkoli ho celá věc iritovala, nepodnikal proti novotářům zatím žádné významné kroky. Sešel se pouze se svými přáteli, Puchmajerem, Hněvkovským, Jungmannem a bratrem Vojtěchem, a závazně se domluvili na užívání bratrské ortografie. Prvním vážnějším opatřením, kterým chtěl Jan Nejedlý zlikvidovat snahy po zavedení analogické opravy, byl zákaz Hankových přednášek v budově Klementina. Hanka zde v české síni pobýval se svými žáky a přednášel o českém jazyce a literatuře. Protože však propagoval analogickou opravu a veřejně napadal profesora Nejedlého, vyhnal jej Nejedlý z tohoto místa pryč.
Když si Hanka zvolil pro své přednášky jinou místnost, rovněž v Klementinu, usiloval Nejedlý o to, aby mu zamezil v přednášení nadobro. To se Nejedlému podařilo už v roce 1817. Na začátku roku 1817 vydal Hanka u Bohumila Haase Pravopis Český, v němž odkazuje na Pelcla a Dobrovského a jejich opravy české ortografie. V témže roce vydal i knihu Starobylá skládání, kterou vzal pod ochranu dosavadní stoupenec bratrské ortografie a Nejedlého přítel Josef Jungmann.

### Vystoupení Josefa Jungmanna
Přechod Josefa Jungmanna z tábora „staromilců“ k jotistům byl jedním z rozhodujících momentů v „bitvě o y a i“. Jeho stanovisko se zprvu nelišilo od názoru Jana Nejedlého. Také Jungmann viděl případný spor jako malicherný a nedůležitý, který spíše brání rozvoji českého písemnictví. Znal dobře výhody ustáleného, jednotného pravopisu, a neviděl žádný důvod pro zavádění nějakých změn. Jenže s postupem času svůj názor přehodnotil, a stal se tak předním apologetou nové dobropísemnosti.
Je zajímavé sledovat vývoj Jungmannova postoje k otázkám ortografickým. Až do roku 1816 byl Jungmann nezvratně přesvědčen o nepotřebnosti, ne-li škodlivosti opravy. Ovšem již od zmiňované schůzky s puchmírovci v červnu 1816 začíná stále více tíhnout k analogickému pravopisu, jak o tom vypovídá dopis Antonínu Markovi z 21. února 1817. Jungmann zde píše: „Já nechtěje P. Nejedlého uraziti, posavad nepřistupuji k nové dobropísemnosti.“ Z těchto slov vyplývá, že na začátku roku 1817 již musel být Jungmann definitivně rozhodnut a že by dávno k „analogistům“ přestoupil, kdyby nebral ohledy na přátelství Nejedlého. K tomuto přestupu však došlo takřka vzápětí.
O osudu Starobylých skládání i o negativním důsledku Jungmannova rozhodnutí se dovídáme z listu A. Markovi (31.7. 1817): „Jsem si jist, že zvláště (Starobylá Skládanie) schválíte, ač mě to stálo přátelství Nejedlého. Poněvadž Hanka svéhlavě stojí na tom i po c, s, z, Nejedlý přemluviti chtěl Haase, aby netiskl té věci, an prý toho nikdo kupovati nebude, já tedy (prosen o to od Hanky) ujal jsem se té knížky a i předmluvu k ní napsal, a proto jsem z milosti u P. Nejedlého vypadl. On beztoho sám nic nedělá, aniž tak snadno dělati co bude, proč tedy v cestě těm, kdož chtí?“. Jungmannův dopis vypovídá o  závažných okolnostech ohledně vydání díla, ale také o vnitřních Jungmannových pohnutkách, které jej vedly do tábora jotistů. Zmínka o „nicnedělání“ je zřejmě narážkou na Nejedlého otálení s vydáním 4. ročníku Hlasatele.

### Ypsilonisté a jotisté
Od roku 1817 do konce 20. let 19. století nastaly chvíle největších bojů o správný český pravopis. Spisovatelé se rozdělili na dva tábory, na ypsilonisty a jotisty, a vedli mezi sebou spory ústně i písemně. V novém vydání své mluvnice (z roku 1819) vysvětlil Dobrovský podstatu analogické opravy a poukázal na její oprávněnost ve fungování české pravopisné soustavy. Ale ani přesvědčení o nezvratnosti podaných důkazů nemohlo způsobit, aby jakýmkoli způsobem odsoudil bratrskou ortografii a napadl její zastánce. V tom však Dobrovského doplnil Václav Hanka, který byl až pověstný svými výpady vůči „staromilcům“, zejména pak vůči Janu Nejedlému. Roku 1821 bylo vydáno 3. vydání Nejedlého mluvnice, kde byly (v předmluvě) vypsány všechny výhody bratrské ortografie. Nejedlý zdůraznil především ustálenost staršího pravopisu, jenž pochází ze „zlaté doby“ české literatury. Rovněž vyzdvihuje jednoduchost a srozumitelnost tohoto pravopisu.
Odsuzuje novoty, neboť „ztěžují nesnadnou pravopísemnost českou, matou učně a nejsou k nižádné výhodě“. Na to, aby čeština vábila co nejvíce mladých studentů a neodrazovala je složitou gramatikou, znesnadněnou analogickou opravou, zde Nejedlý klade velký důraz. Přímou reakcí na Nejedlého gramatiku byla její ostrá kritika, sepsaná Hankou a Svobodou v roce 1822. Ovšem tato recenze publikována nebyla, neboť se dostala do rukou Nejedlému, který vydání zastavil. Na začátku 20. let se do situace vložila také vláda. Snaha o urovnání sporu „svrchu“ tehdy vedla k vytvoření jakési střední cesty. Vládním nařízením měly být všechny knihy pro děti tištěny ortografií bratrskou, zatímco ostatní vydávané knihy ortografií analogickou. Je zřejmé, že podobné rozhodnutí nemohlo vyřešit tak ožehavý problém, jakým spor o oficiální podobu pravopisu bezpochyby byl. Roku 1827 bylo vydáno 1. číslo Časopisu Společnosti vlasteneckého muzea v Čechách, který podobně jako v téže době založený časopis Krok prosazoval analogickou opravu. Hned v prvním ročníku ČČM zde Jungmann uveřejnil stať „O klasičnosti v literatuře vůbec a zvláště české“, kde se zabývá otázkou vzdělanosti jazyka.
Jungmann zde zdůrazňuje, že se nesrovnává s těmi, „kterým ve způsobu psaní nesluší přijmouti nad to, co oni staří zavedli a užívali, kteří v ničem ani o vlas od oněch starých uchýliti se nechtí, ačkoli nás dvě stě let od nich dosti uchýlilo“. Není třeba připomínat, na koho tímto výrokem narážel. Nejpřínosnějším pojednáním pro ortografický spor se stal spis O počátku a proměnách pravopisu českého, sepsaný Hankou a Jungmannem v roce 1827. Tento spisek popisuje změny v české ortografii až do roku 1809, kdy vyšla Dobrovského mluvnice. Přestože je celé dílo psáno velmi seriózně a ohleduplně, znamenalo velké pobouření v táboře ypsilonistů. Jan Nejedlý se po jeho přečtení okamžitě odhodlal k obsáhlé a důrazné odpovědi.

### Poslední obrana bratrského pravopisu
K čemu takové novoty? Co y analogistům udělalo? Tyto věty velmi výstižně charakterizují obsah Nejedlého spisu Widerlegung der sogenannten analogisch-ortographischen Neuerungen in der böhmischen Sprache z roku 1828. Autor do něj vložil všechny argumenty, kterými chtěl popřít nutnost zavedení analogické opravy do české ortografické soustavy. Nejedlý chtěl analogickým opravám vytknout co možná nejvíce chyb. Ovšem přes veškerou snahu totálně zpochybnit všechny novoty se Nejedlého výtky omezují na tři závažné okruhy argumentů: 1) neužitečnost a malichernost oprav, 2) jejich škodlivost, 3) rozpor analogické opravy s pravopisem 16. století. Nejedlý považuje změny v psaní i/y za zbytečné, protože českému jazyku nepřinášejí žádný užitek. Tvrdé y analogickou opravou z české abecedy nezmizí, a je proto jedno, „jestli se použije jednou více či méně“. Nejedlý pokládá z tohoto důvodu spor za nesmyslný. Připomíná jotistům, jak pochodili němečtí spisovatelé, kteří prosazovali novoty ve svém jazyce (Wieland, Klopstock, Adelung) a zdůrazňuje, že před českou inteligencí stojí naléhavější otázky. Analogická oprava je ve Widerlegung líčena jako prostředek k odstrašení všech, kdo mají zájem o studium češtiny.
Nejedlý brání bratrskou ortografii a jednoznačnost starých pravidel proti úpravám, které obsahují „tolik výjimek, kolik je pravidel, v kterých je analogie obsažena“. Novoty, podle Nejedlého, budou pochopitelné jen pro člověka dobře znalého české gramatiky, zatímco u studentů a zejména u cizinců vyvolají odpor k učení. Změna v pravopise způsobí také odklon od polštiny, jejíž znalost je pro leckterého Čecha velmi důležitá. Spis O počátku a proměnách pravopisu českého a Jungmannova stať o klasičnosti zásadně popíraly možnost aplikace veleslavínských norem na současný systém spisovného jazyka bez jakékoli zásadní úpravy. Nejedlý se proto ve svém díle snažil obhájit platnost tohoto pojetí a popsat jeho veškeré výhody (zejména tedy v otázkách ortografických). Důvody pro upřednostňování staršího jazykového systému jsou u Nejedlého především tradice a praktičnost.
Nejedlý obdivoval českou literaturu 16. století a chtěl veškerou literární produkcí navázat na umění „mistrů jazyka“ této doby. Z tohoto důvodu v něm budí odpor jakákoli změna, která by zasáhla do struktury jazyka „klasického věku“. O Nejedlého spise napsal Hanka 9. listopadu 1829 Dobrovskému: „Nejedlý opět půtku o y svou bídnou brožurkou, která za mák důvodu nemá, obnovil a zdá se, že to již poslední tažení toho hrubého písmene bude; odpovědíti se arci muselo a odpověď ta doufám všecky rozumné, ježto se posud y přidrželi byli, nám získá.“ Odpověď, o níž se Václav Hanka zmínil, vyšla v roce 1829 pod názvem Beleuchtung der Streitfrage über die böhmische Orthographie. Její autor Josef Jungmann zde seriózní formou objasnil výhody analogického pravopisu. Proti tomuto pojednání již Nejedlý písemně nevystoupil; nadále jen hřímal ze své katedry proti „novotářům, kazičechům, karbonářům, sektářům či zrádcům“ a sledoval, jak se poslední obránci ypsilonu (nyní v čele s Jiřím Palkovičem) marně snaží zabránit zániku bratrské ortografie.